# Gattatico
Gattatico ist eine norditalienische Gemeinde (comune) in der Provinz Reggio Emilia in der Emilia-Romagna. Die Gemeinde liegt etwa 18 Kilometer nordwestlich von Reggio nell’Emilia und etwa 8 Kilometer östlich von Parma. Die westliche Grenze der Gemeinde zur Provinz Parma bildet die Enza. Der Verwaltungssitz der Gemeinde befindet sich im Ortsteil Praticello. Die Gemeinde gehört zur Unione Val d'Enza.

## Geschichte
Der Ortsteil Taneto existierte bereits in der römischen Antike als municipium Tanetum.

## Verkehr
Durch die Gemeinde führt die Autostrada A1 von Mailand über Bologna nach Rom.

## Gemeindepartnerschaften
Gattatico unterhält eine Partnerschaft mit der hessischen Stadt Zierenberg (Deutschland).

## Persönlichkeiten
- Riccardo Giovanelli (1946–2022), Astronom